# Tengkurak
Tengkurak is een bestuurslaag in het regentschap Serang van de provincie Banten, Indonesië. Tengkurak telt 2493 inwoners (volkstelling 2010).